# Артур Лега
Артур Лега (на френски: Arthur Legat) е бивш пилот от Формула 1. Роден на 1 ноември 1898 1913 г. в Ине Сент Па, Белгия.

## Формула 1
Артур Лега прави своя дебют във Формула 1 в Голямата награда на Белгия през 1952 г. В световния шампионат записва 2 състезания като не успява да спечели точки, състезава се с частен Веритас.